# Global Agenda
Global Agenda – gra komputerowa z gatunku MMO wyprodukowana przez Hi-Rez Studios z wykorzystaniem Unreal Engine 3. Gra została wydana 1 lutego 2010 roku.

## Fabuła
Akcja gry toczy się w XXII wieku (2155 rok) na Ziemi w wyniku ciężkiej globalnej katastrofy. W tym czasie ludność Ziemi sięga mniej niż miliarda ludzi. Gra oferuje cztery klasy postaci: Assault, Recon, Medic i Robot. Wszystkie mają niestandardowe drzewka umiejętności i własne bronie.